# 沃爾科特山
沃爾科特山（英語：Mount Walcott），是南極洲的山峰，位於埃爾斯沃思地，屬於蒂爾山脈的一部分，海拔高度2,155米，由美國地質調查局命名，現時由南極條約體系管理。